# ОШ „Диша Ђурђевић” Вреоци
ОШ „Диша Ђурђевић” Вреоци, насељеном месту на територији градске општине Лазаревац основана је 1843. године.
Постоје подаци да се још у 18. веку у Вреоцима настава одвијала по приватним кућама. По оснивању школе поред деце из Вреоца, њу су похађала деца из суседних села Медошевца, Цветовца и Сакуље. Прва школска зграда сазидана је 1850. године и налазила се непосредно поред цркве. Данашња зграда школе подигнута је 1961. године.
У саставу школе ради издвојено одељење у Медошевцу.